# Кастелно Мањоак
Кастелно Мањоак (фр. Castelnau-Magnoac; оксит. Castèthnau de Manhoac) насеље је и општина у јужној Француској у региону Миди Пирене, у департману Горњи Пиринеји која припада префектури Тарб.
По подацима из 2011. године у општини је живело 770 становника, а густина насељености је износила 61,31 становника/km². Општина се простире на површини од 12,56 km². Налази се на средњој надморској висини од 367 метара (максималној 385 m, а минималној 249 m).

## Демографија
| 1962. | 1968. | 1975. | 1982. | 1990. | 1999. | 2011. |
| ----- | ----- | ----- | ----- | ----- | ----- | ----- |
| 1.016 | 1.024 | 924   | 886   | 797   | 750   | 770   |

График промене броја становника у току последњих година